# 男気 (氷川きよしのアルバム)
『男気』は、日本の演歌歌手氷川きよしのアルバムである。2003年11月19日発売。発売元はコロムビアミュージックエンタテインメント。

## 収録曲
1. 詩吟・春望～白雲の城(6:17) 
作詞：杜甫・松井由利夫
作曲：水森英夫
編曲：伊戸のりお
2. 時代を駆ける男(5:10) 
作詞：たかたかし
作曲：水森英夫
編曲：南郷達也
3. おやすみ夕子(4:52) 
作詞：仁井谷俊也
作曲：大谷明裕
編曲：前田俊明
4. 夢勝負(4:45)
作詞：下地亜記子
作曲：高橋明男
編曲：伊戸のりお
5. 北極光～オーロラ～(3:49)
作詞：麻こよみ
作曲：水森英夫
編曲：伊戸のりお
6. 玄海竜虎伝(4:44)
作詞：たかたかし
作曲：水森英夫
編曲：南郷達也
7. ああ上野駅(3:19)
作詞：関口義明
作曲：荒井英一
編曲：石倉重信
8. 東京の灯よいつまでも(3:25)
作詞：藤間哲郎
作曲：佐伯としを
編曲：石倉重信
9. 人生劇場(3:52)
作詞：佐藤惣之助
作曲：古賀政男
編曲：石倉重信
10. 赤い夕陽の故郷(3:32)
作詞：横井弘
作曲：中野忠晴
編曲：石倉重信
11. 大利根月夜(3:34)
作詞：藤田まさと
作曲：長津義司
編曲：石倉重信
12. 人生一路(3:41)
作詞：石本美由起
作曲：かとう哲也
編曲：石倉重信